# .fk
A .fk a Falkland-szigetek internetes legfelső szintű tartomány azonosítója. Csak idevalósi regisztrálhat. Csak a következő, másod szintű tartományok alatt lehet új domain nevet létrehozni:
- .co.fk: kereskedelmi szervezetek
- .org.fk: egyéb szervezetek
- .gov.fk: kormányzati intézmények
- .ac.fk: egyetemek és kutatóintézetek
- .nom.fk: magánszemélyek
- .net.fk: internetszolgáltatók